# Campeonato Europeo Femenino Sub-17 de la UEFA 2010-11
El Campeonato Europeo Femenino Sub-17 de la UEFA 2011 fue la cuarta edición de este torneo. 

## Primera Fase de Clasificación
Cuarenta equipos entrarán en esta ronda. Habrá diez grupos de cuatro equipos cada uno. Los diez primeros de cada grupo y los cinco mejores segundos avanzarán a la segunda ronda de clasificación. Las mujeres de Alemania tienen un pase directo a la segunda ronda.
El sorteo se realizó el 16 de noviembre de 2010. 
En cursiva, los equipos que serán sede del grupo.

### Grupo 1
| Equipo     | Pts | PJ | PG | PE | PP | GF | GC | Dif |
| ---------- | --- | -- | -- | -- | -- | -- | -- | --- |
| Finlandia  | 7   | 3  | 2  | 1  | 0  | 9  | 0  | 9   |
| Noruega    | 5   | 3  | 1  | 2  | 0  | 11 | 3  | 8   |
| Serbia     | 2   | 3  | 0  | 2  | 1  | 4  | 5  | -1  |
| Kazajistán | 1   | 3  | 0  | 1  | 2  | 1  | 17 | -16 |

### Grupo 2
| Equipo              | Pts | PJ | PG | PE | PP | GF | GC | Dif |
| ------------------- | --- | -- | -- | -- | -- | -- | -- | --- |
| República Checa     | 9   | 3  | 3  | 0  | 0  | 13 | 0  | 13  |
| Irlanda             | 6   | 3  | 2  | 0  | 1  | 5  | 2  | 3   |
| Irlanda del Norte   | 3   | 3  | 1  | 0  | 2  | 4  | 4  | 0   |
| Macedonia del Norte | 0   | 3  | 0  | 0  | 3  | 0  | 16 | -16 |

### Grupo 3
| Equipo    | Pts | PJ | PG | PE | PP | GF | GC | Dif |
| --------- | --- | -- | -- | -- | -- | -- | -- | --- |
| Dinamarca | 9   | 3  | 3  | 0  | 0  | 11 | 1  | 10  |
| Eslovenia | 6   | 3  | 2  | 0  | 1  | 3  | 4  | -1  |
| Hungría   | 3   | 3  | 1  | 0  | 2  | 8  | 5  | 3   |
| Moldavia  | 0   | 3  | 0  | 0  | 3  | 1  | 13 | -12 |

### Grupo 4
| Equipo       | Pts | PJ | PG | PE | PP | GF | GC | Dif |
| ------------ | --- | -- | -- | -- | -- | -- | -- | --- |
| España       | 0   | 0  | 0  | 0  | 0  | 0  | 0  | 0   |
| Países Bajos | 0   | 0  | 0  | 0  | 0  | 0  | 0  | 0   |
| Bielorrusia  | 0   | 0  | 0  | 0  | 0  | 0  | 0  | 0   |
| Georgia      | 0   | 0  | 0  | 0  | 0  | 0  | 0  | 0   |

### Grupo 5
| Equipo   | Pts | PJ | PG | PE | PP | GF | GC | Dif |
| -------- | --- | -- | -- | -- | -- | -- | -- | --- |
| Islandia | 0   | 0  | 0  | 0  | 0  | 0  | 0  | 0   |
| Italia   | 0   | 0  | 0  | 0  | 0  | 0  | 0  | 0   |
| Lituania | 0   | 0  | 0  | 0  | 0  | 0  | 0  | 0   |
| Bulgaria | 0   | 0  | 0  | 0  | 0  | 0  | 0  | 0   |

### Grupo 6
| Equipo     | Pts | PJ | PG | PE | PP | GF | GC | Dif |
| ---------- | --- | -- | -- | -- | -- | -- | -- | --- |
| Bélgica    | 0   | 0  | 0  | 0  | 0  | 0  | 0  | 0   |
| Inglaterra | 0   | 0  | 0  | 0  | 0  | 0  | 0  | 0   |
| Turquía    | 0   | 0  | 0  | 0  | 0  | 0  | 0  | 0   |
| Armenia    | 0   | 0  | 0  | 0  | 0  | 0  | 0  | 0   |

### Grupo 7
| Equipo  | Pts | PJ | PG | PE | PP | GF | GC | Dif |
| ------- | --- | -- | -- | -- | -- | -- | -- | --- |
| Escocia | 0   | 0  | 0  | 0  | 0  | 0  | 0  | 0   |
| Rumania | 0   | 0  | 0  | 0  | 0  | 0  | 0  | 0   |
| Austria | 0   | 0  | 0  | 0  | 0  | 0  | 0  | 0   |
| Ucrania | 0   | 0  | 0  | 0  | 0  | 0  | 0  | 0   |

### Grupo 8
| Equipo  | Pts | PJ | PG | PE | PP | GF | GC | Dif |
| ------- | --- | -- | -- | -- | -- | -- | -- | --- |
| Suecia  | 0   | 0  | 0  | 0  | 0  | 0  | 0  | 0   |
| Francia | 0   | 0  | 0  | 0  | 0  | 0  | 0  | 0   |
| Croacia | 0   | 0  | 0  | 0  | 0  | 0  | 0  | 0   |
| Israel  | 0   | 0  | 0  | 0  | 0  | 0  | 0  | 0   |

### Grupo 9
| Equipo  | Pts | PJ | PG | PE | PP | GF | GC | Dif |
| ------- | --- | -- | -- | -- | -- | -- | -- | --- |
| Suiza   | 0   | 0  | 0  | 0  | 0  | 0  | 0  | 0   |
| Polonia | 0   | 0  | 0  | 0  | 0  | 0  | 0  | 0   |
| Estonia | 0   | 0  | 0  | 0  | 0  | 0  | 0  | 0   |
| Letonia | 0   | 0  | 0  | 0  | 0  | 0  | 0  | 0   |

### Grupo 10
| Equipo      | Pts | PJ | PG | PE | PP | GF | GC | Dif |
| ----------- | --- | -- | -- | -- | -- | -- | -- | --- |
| Gales       | 0   | 0  | 0  | 0  | 0  | 0  | 0  | 0   |
| Rusia       | 0   | 0  | 0  | 0  | 0  | 0  | 0  | 0   |
| Grecia      | 0   | 0  | 0  | 0  | 0  | 0  | 0  | 0   |
| Islas Feroe | 0   | 0  | 0  | 0  | 0  | 0  | 0  | 0   |

### Ranking de los segundos puestos
Los 5 mejores segundos lugares de los 10 grupos pasarán a la siguiente ronda junto a los ganadores de cada grupo. (Se contabilizan los resultados obtenidos en contra de los ganadores y los terceros clasificados de cada grupo). Clasificaron Inglaterra, Rusia, Polonia, Italia y Francia
| Grp | Equipo       | PJ | PG | PE | PP | GF | GC | DG | Pts |
| --- | ------------ | -- | -- | -- | -- | -- | -- | -- | --- |
| 6   | Inglaterra   | 2  | 1  | 1  | 0  | 2  | 0  | +2 | 4   |
| 10  | Rusia        | 2  | 1  | 1  | 0  | 5  | 4  | +1 | 4   |
| 9   | Polonia      | 2  | 1  | 0  | 1  | 9  | 1  | +8 | 3   |
| 5   | Italia       | 2  | 1  | 0  | 1  | 8  | 5  | +3 | 3   |
| 8   | Francia      | 2  | 1  | 0  | 1  | 6  | 3  | +3 | 3   |
| 4   | Países Bajos | 2  | 1  | 0  | 1  | 3  | 1  | +2 | 3   |
| 2   | Irlanda      | 2  | 1  | 0  | 1  | 1  | 2  | -1 | 3   |
| 3   | Eslovenia    | 2  | 1  | 0  | 1  | 2  | 4  | -2 | 3   |
| 1   | Noruega      | 2  | 0  | 2  | 0  | 3  | 3  | 0  | 2   |
| 7   | ROM          | 2  | 0  | 1  | 1  | 0  | 1  | -1 | 1   |

## Segunda Fase de Clasificación
Los diez ganadores de grupo y los cinco mejores segundos participan en esta fase de clasificación.
Los ganadores de cada grupo avanzaron a la ronda final.
Los equipos en cursiva fueron sede del mini-torneo.

### Grupo 1
| Equipo     | Pts | PJ | PG | PE | PP | GF | GC | Dif |
| ---------- | --- | -- | -- | -- | -- | -- | -- | --- |
| Islandia   | 0   | 0  | 0  | 0  | 0  | 0  | 0  | 0   |
| Polonia    | 0   | 0  | 0  | 0  | 0  | 0  | 0  | 0   |
| Inglaterra | 0   | 0  | 0  | 0  | 0  | 0  | 0  | 0   |
| Suecia     | 0   | 0  | 0  | 0  | 0  | 0  | 0  | 0   |

### Grupo 2
| Equipo          | Pts | PJ | PG | PE | PP | GF | GC | Dif |
| --------------- | --- | -- | -- | -- | -- | -- | -- | --- |
| España          | 0   | 0  | 0  | 0  | 0  | 0  | 0  | 0   |
| Bélgica         | 0   | 0  | 0  | 0  | 0  | 0  | 0  | 0   |
| República Checa | 0   | 0  | 0  | 0  | 0  | 0  | 0  | 0   |
| Italia          | 0   | 0  | 0  | 0  | 0  | 0  | 0  | 0   |

### Grupo 3
| Equipo    | Pts | PJ | PG | PE | PP | GF | GC | Dif |
| --------- | --- | -- | -- | -- | -- | -- | -- | --- |
| Alemania  | 0   | 0  | 0  | 0  | 0  | 0  | 0  | 0   |
| Dinamarca | 0   | 0  | 0  | 0  | 0  | 0  | 0  | 0   |
| Finlandia | 0   | 0  | 0  | 0  | 0  | 0  | 0  | 0   |
| Rusia     | 0   | 0  | 0  | 0  | 0  | 0  | 0  | 0   |

### Grupo 4
| Equipo  | Pts | PJ | PG | PE | PP | GF | GC | Dif |
| ------- | --- | -- | -- | -- | -- | -- | -- | --- |
| Francia | 0   | 0  | 0  | 0  | 0  | 0  | 0  | 0   |
| Escocia | 0   | 0  | 0  | 0  | 0  | 0  | 0  | 0   |
| Gales   | 0   | 0  | 0  | 0  | 0  | 0  | 0  | 0   |
| Suiza   | 0   | 0  | 0  | 0  | 0  | 0  | 0  | 0   |

## Ronda Final
Los cuatro primeros de cada grupo jugarán los octavos de final en el Centre Sportif de Colovray, Nyon, Suiza. Habrá dos semifinales, un partido de tercer lugar y la final.

|  | Semifinales                                 | Semifinales                                 |   |                                            | Final                                      | Final |  |
|  |                                             |                                             |   |                                            |                                            |       |  |
|  |                                             |                                             |   |                                            |                                            |       |  |
|  | Colovray (Nyon), Suiza 28 de julio de 2011  |                                             |   |                                            |                                            |       |  |
|  | Islandia                                    | 0                                           |   |                                            |                                            |       |  |
|  | España                                      | 4                                           |   |                                            |                                            |       |  |
|  |                                             |                                             |   |                                            |                                            |       |  |
|  |                                             |                                             |   |                                            | Colovray (Nyon), Suiza 31 de julio de 2011 |       |  |
|  |                                             |                                             |   |                                            | España                                     | 1     |  |
|  |                                             | Francia                                     | 0 |                                            |                                            |       |  |
|  |                                             |                                             |   |                                            |                                            |       |  |
|  |                                             |                                             |   |                                            |                                            |       |  |
|  |                                             |                                             |   |                                            | Tercer lugar                               |       |  |
|  | Colovray (Nyon), Suiza, 28 de julio de 2011 | Colovray (Nyon), Suiza, 28 de julio de 2011 |   | Colovray (Nyon), Suiza 31 de julio de 2011 | Colovray (Nyon), Suiza 31 de julio de 2011 |       |  |
|  | Alemania                                    | 2(5)                                        |   | Islandia                                   | 2                                          |       |  |
|  | Francia (p)                                 | 2(6)                                        |   |                                            | Alemania                                   | 8     |  |

| Bandera de España |
| Campeón ESPAÑA    |
|                   |